# Ochna (Mythologie)
Ochna (altgriechisch Ὄχνα Óchna) oder Ochne (Ὄχνη Óchnē, deutsch ‚wilder Birnbaum‘) ist eine Person der griechischen Mythologie.
Sie ist die Tochter des Kolonos aus Tanagra, ihre Brüder sind Ochemos, Leon und Bukolos. Ochna versucht den schönen Jüngling Eunostos zu verführen, als ihr das misslingt, bezichtigt sie Eunostos gegenüber ihren Brüdern, ihr Gewalt angetan zu haben. Diese erschlagen Eunostos daraufhin, weshalb Elieus, der Vater des Eunostos, sie gefangen nehmen lässt. Nachdem Ochna die Wahrheit gestanden und sich aus Reue von einem Felsen gestürzt hat, kommen sie wieder frei.
Es wurde vermutet, dass der mythische Name Kolonos mit dem attischen Demos Kolonos in Verbindung steht. Der Name der Tochter wurde dabei auf den Anbau von Birnen in diesem Demos bezogen.